# Brady Barr
Brady Barr (4 de janeiro de 1963, Fort Worth, Texas, Estados Unidos da América) é um herpetologista estadunidense, conhecido pela sua colaboração com o National Geographic Channel desde 1997. Passou a sua juventude em Bloomington, Indiana. Formou-se, como Bachelor of Science em Ciências da Educação pela Universidade de Indiana em 1987 e como Master of Science (1994) e fez Doutoramento (1997) em Biologia na Universidade de Miami. 